# Pfeilhammer

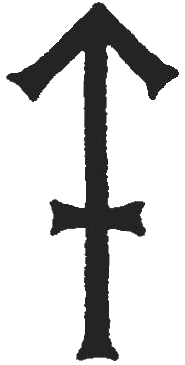
Wappen von Georg Schütz, welches zum Markenzeichen des Pfeilhammers wurde

Der Pfeilhammer ist ein ehemaliges Hammerwerk im Schwarzenberger Ortsteil Pöhla im Erzgebirgskreis.

## Geschichte

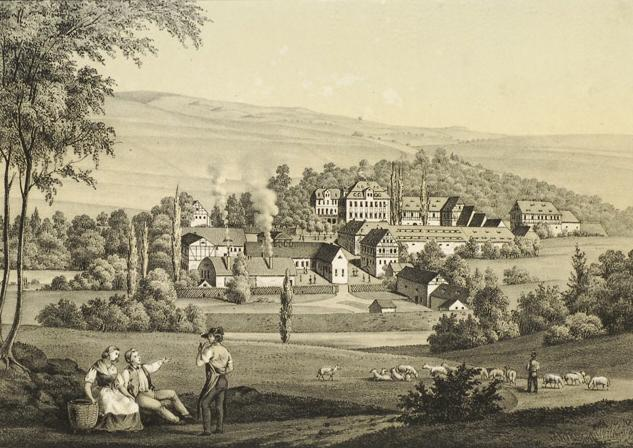
Pfeilhammer um 1850, zeitgenössischer Stich

Seinen Ursprung hat der Pfeilhammer wahrscheinlich um 1505 in einer Hammerhütte, deren Besitzer Georg Schütz war. Aus dem Wappen von Georg Schütz, einem „stehenden Pfeil“ wurde das Markenzeichen des Pfeilhammers.
Der Pfeilhammer war zu diesem Zeitpunkt eines von zwei Rennwerken (Zerennwerken) in Kleinpöhla.
Die Belieferung mit Eisenerz erfolgte aus den Bergwerken im Ortsumfeld. Der Kalk kam aus dem Kalkofen in Pöhla. 1524 kaufte der Mittweidaer Hammerherr Thomas Klinger den Pfeilhammer. Aus alten Papieren des Eisenwerkes Pfeilhammer Breitfeld & Co geht hervor, dass 1525 offizielles Gründungsjahr des Eisenwerkes ist. Thomas Klingers Tochter Regina heiratete den Hammerherrn Balthasar Siegel. Neben den Kindern der Familie Siegel arbeite Enoch Pöchel im Pfeilhammer und kaufte das Hammerwerk der Familie Siegel ab. 1539 war Kunz Theriolf Besitzer und vererbte nach seinem Tod 1548 an seinen einzigen Sohn.
1593 erwarb der Elterleiner Hans Klinger den Hammer von Wolf Teubner, der bereits 1542 als Besitzer nachgewiesen ist. Bereits 1562 hatte sich um das Hammerwerk eine kleine Siedlung gebildet. Der Hammerherr besaß zwei Erbgüter und neben dem Haus des Schmieds gab es fünf weitere „Kleinhäuslein“. Um den kleinen Ort von dem auf der gegenüberliegenden Seite des Flusses zu unterscheiden, nannte man diesen Kleinpöhla, jenen Großpöhla. Erst 1855 gingen beide in der Gemeinde Pöhla auf. Nachdem der Hammer kurzzeitig durch Heirat von Barbara Klinger in Besitz des Hauptmanns und späteren Oberstleutnants Carl Goldstein zu Quedlinburg gewesen war, gehörte er 1600 dem Kammermeister Markus Röhling, Finanzsekretär aus Dresden. Dessen Erben verkauften das Werk 1620 an die Familie von Elterlein, die weitere Hammerwerke, unter anderem in Breitenhof und Rittersgrün betrieben und in deren Besitz der Pfeilhammer über 200 Jahre verblieb. Nachdem bereits 1608 der erste Hochofen errichtet worden war, ließ Johann Heinrich von Elterlein von 1684 bis 1687 das noch heute vorhandene Herrenhaus am westlichen Talhang errichten. Der Brand der Stabhütte im Mai 1802 erfasste auch alle Wohn- und Wirtschaftsgebäude. Der Wiederaufbau dauerte bis 1806.

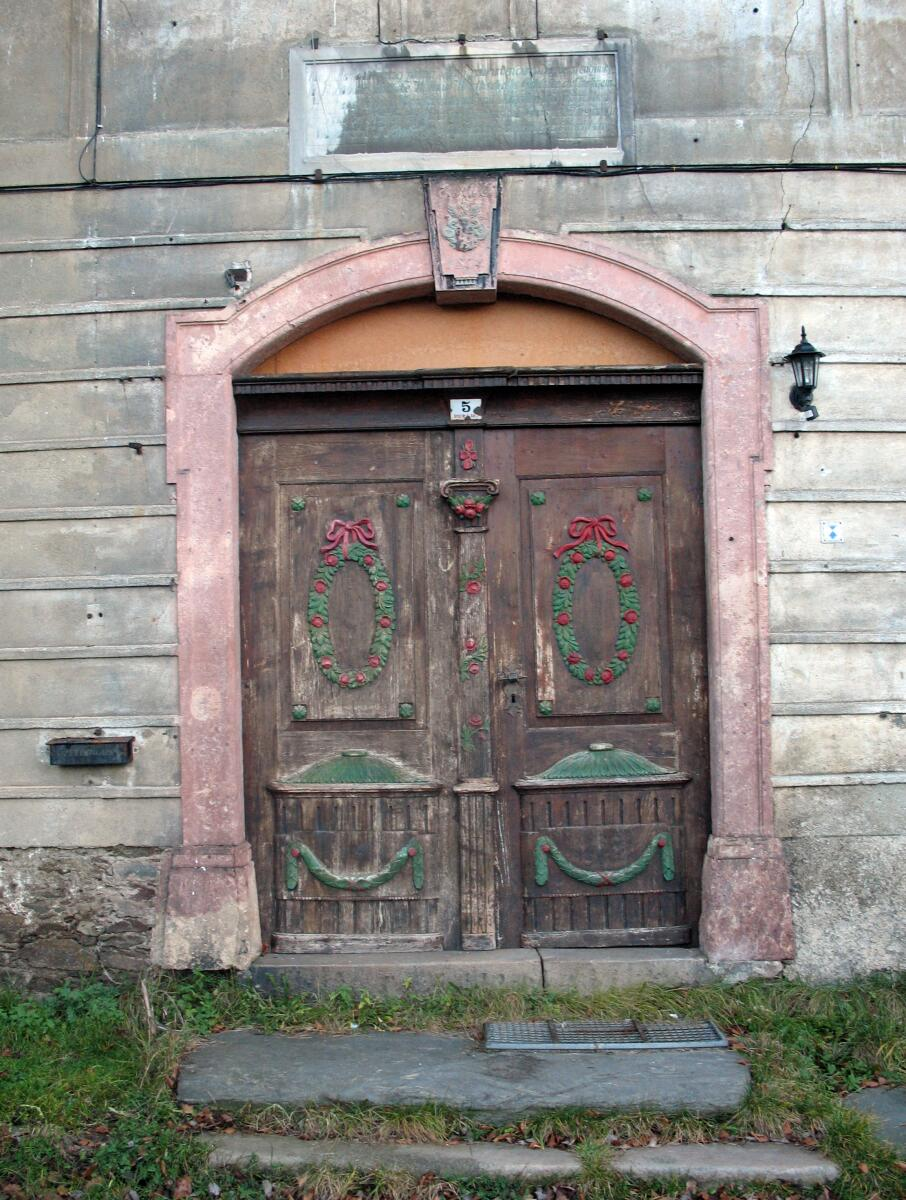
Eingangsportal des Herrenhauses heute

Das Innere des Hammerwerks stimmte mit dem anderer erzgebirgischer Hammerwerke weitgehend überein. Es bestand aus einem etwa sieben Meter hohen, anderthalb Meter im Kohlensack breiten Hochofen und einem durch Wasserkraft angetriebenen Kastengebläse, das zum Schmelzen der Eisenerze diente. Der ca. 250 Kilogramm schwere Hammer, ebenso wie das zum Hammerfeuer gehörige Kastengebläse, gleichfalls durch die Kraft des Wassers in Gang gesetzt, schlug das gewonnene Eisen zu einer homogenen Masse, indem die Schlacken aus demselben herausgetrieben und Eisenstücke hergestellt wurden, die man danach zu Stangen von verschiedener Stärke und Länge ausschmiedete. Aus dem gewonnenen Hochofeneisen wurden auch Handelsgusswaren gefertigt, die u. a. bei der Gewerbeausstellung 1834 eine Belobigung erhielten.
1839 erhielt der damalige Besitzer Carl Ludwig von Elterlein die Konzession zum Bau eines Kupolofens, in dem das aus dem Hochofen gewonnene Roheisen und fremdes sowie Gussbrucheisen zu Handelsgusswaren verschmolzen werden konnten. Die fortan im Eisenwerk Pfeilhammer hergestellten kunstvoll gestalteten eisernen Öfen erhielten bei der Gewerbeausstellung in Leipzig 1845 eine Silbermedaille. Mitte des 19. Jahrhunderts, neue Besitzerin war seit Juli 1846 die Firma Porst und Co., umfasste die Fabrik einen Hochofenbetrieb mit Holzkohle, eine Eisengießerei sowie eine Schmiedeeisenfabrikation. Neben drei „Beamten“ waren 70 Arbeiter im Werk beschäftigt.
Über Pöhla schrieb Johann Traugott Lindner in seinem 1848 erschienenen Buch Wanderungen durch die interessantesten Gegenden des Sächsischen Obererzgebirges unter der Überschrift Großpöhla: „In den 109 dicht zusammen gedrängten und vielfach in einander verkästelten und beschindelten Häusern, mit Einschluß von dem nebengelegenen Kleinpöhla, wohnen nicht weniger als 1489 Menschen, von welchen das Männergeschlecht bei den beiden Hammerwerken, den sogenannten Biedermann’schen und dem Pfeilhammer, größtentheils seine Nahrung findet, Weiber und Kinder hingegen das Spitzenklöppeln treiben.“
Von 1876 bis 1884 besaß die Firma Rohleder & Co. das Eisenwerk. 1872 erlosch der letzte Hochofen und im Mai 1884 kaufte die Firma Nestler & Breitfeld das Werk, die bereits das Eisenwerk Erla und das Eisenwerk Wittigsthal besaß. Es erfolgte eine Erweiterung der Gießereianlagen. Spezialitäten von Pfeilhammer waren Ofen- und Maschinenguss mit einem umfangreichen Produktionsprofil.
Es wurden folgende Artikel produziert: Küchenausgüsse, Waschbecken, Bidetbecken, Klosetts, Siphons, Pissoire, Wandbrunnen, Ofentöpfe, Pfannen, Ofenrohre, Roste, Herdrahmen, Postamente, diverse Öfen, Herdgestelle, Eisenbahnherde, Tragofengestelle, Kochmaschinen, Bratröhren, Einlegeplatten und Einlegeringe und Dachfenster. Die vereinigten Eisenwerke Erla mit Maschinenfabrik, Pfeilhammer, Wittigsthal und Breitenbach erhielten mehrere Auszeichnungen auf Ausstellungen. So gab es erste Preise auf Gewerbeausstellungen in Chemnitz, Leipzig, Kassel, Wien, Frankfurt am Main, Freiberg und Zwickau.
1928 wurden folgende Gesellschafter der Nestler & Breitfeld Aktiengesellschaft eingesetzt: 1. Kaufmann Eduard Richard Breitfeld in Erla, 2. Kaufmann Friedrich Wilhelm Kuhnert in Zwickau, 3. Kaufmann Georg Albert Lehmann in Raschau. Leitmotiv zur Neugründung von Pfeilhammer im Oktober 1928 wurde Richard Breitfelds Spruch: „Lieber klein und ohne Schulden, als großer Herr mit fremden Gulden.“
Im Januar 1933 wurde das Emaillierwerk zur Herstellung von gusseisernem emailliertem Kochgeschirr in Betrieb genommen. 1936 erfolgte die Fertigung von Elektro-Kohleherden. Im November 1939 schied Georg Albert Lehmann aus der Gesellschaft aus, 1942 folgte Friedrich Wilhelm Kuhnert und Edith verw. Rohde, geb. Breitfeld, trat persönlich haftend in die Gesellschaft ein, ohne die Gesellschaft nach außen zu vertreten. Eduard Richard Breitfeld war nun mehr berechtigt, die Gesellschaft allein zu vertreten. Am 26. Februar 1946 schied Edith verw. Rohde, geb. Breitfeld aus der Gesellschaft aus und ihr Sohn Günter Rohde trat in die Gesellschaft als persönlich haftender Gesellschafter ein.
Mit Wirkung zum 1. Januar 1959 wurde die offene Handelsgesellschaft in eine Kommanditgesellschaft umgewandelt. Persönlich haftende Gesellschafter waren 1. Eduard Richard Breitfeld, Pöhla/Erzgeb., 2. Günter Otto Richard Rohde, Pöhla/Erzgeb. und 3. die Deutsche Investitionsbank, Berlin. Kommanditist war ab 1. Januar 1961 der VEB Eisenwerk Erla, Fa. Eisenwerk Pfeilhammer, Breitfeld & Co. KG Pöhla.
Bis zur Stilllegung der Gießerei 1968 lag der Produktionsschwerpunkt bei Ofenguss, Maschinenguss, Lohnemaillierungen und der Herstellung von Kohleherden. Anschließend wurden die ehemaligen Gießereihallen für die Montage der Herde und Herdlager umgebaut. Gussteile für die Herde wurden ab jetzt in verschiedenen Gießereien, in Chemnitz, Ortrand, Cossebaude, Torgelow und Ueckermünde produziert. Eine Traglufthalle, eine Staubabsaugung und zwei große Pressen wurden in Betrieb genommen. Über der Tischlerei wurde ein Verwaltungsgebäude errichtet. Außerdem wurde ein Gebäude für die neue elektrostatische Spritzanlage errichtet. Diese Investitionen waren für die Produktion von Elektro-Kohle-Herden notwendig.
Das Eisenwerk Pfeilhammer war in der DDR Alleinhersteller von Elektro-Kohle-kombinierten Herden. Die vier Kohleherde und zwei Elektro-Kohle-Herde wurden bis 1990 produziert. Des Weiteren wurde für die Armee in kleiner Stückzahl ein Ölherd gefertigt. Außerdem wurden für russische Züge Samoware gefertigt. Die Harztopfhalter für die Forstwirtschaft wurden in der elektrostatischen Spritzanlage lackiert.
Die Schmalspurbahn Grünstädtel–Oberrittersgrün wurde nach 82 Jahren Betriebszeit am 25. September 1971 stillgelegt. Pfeilhammer hatte ein Anschlussgleis, die Schüttgüter wurden in Grünstädtel von der Normalspurbahn in die Kleinbahn umgeladen. Nach Einstellung der Kleinbahn mussten von Pfeilhammerarbeitern die Waggons mit Schüttgut entladen und mit LKW nach Pöhla transportiert werden. Zukaufsteile wurden schon vorher mit LKW transportiert. Die Blechpakete, zu je 5 t wurden in Aue entladen und teilweise auf einem besonderen Bahnsteig gelagert. Ein spezieller Kraftverkehr lieferte das Blech nach Pöhla, wo es in der Zuschneiderei mit dem Kran entladen wurde. Der Versand der Herde erfolgte ausschließlich mit LKWs über den Kraftverkehr.
Am 24. April 1972 wurde der Betrieb in den VEB Eisenwerk Pfeilhammer Pöhla umgewandelt. 1978 wurde die Leitung des VEB Lenkrad und Spezialklammern zugeordnet. Die Produktionsstätte wurde in die Neue Hütte Pöhla verlegt. Durch eine strukturpolitische Maßnahme 1979 erfolgte die Angliederung an den VEB Wittigsthal Johanngeorgenstadt, Fa. VEB Eisenwerk Wittigsthal, Zweigwerk Pöhla.
Erst 1990 war die Eisenwerk Pfeilhammer GmbH im Allgemeinen wieder juristisch und wirtschaftlich selbständig. 1991 scheiterte die Reprivatisierung. Am 31. Mai 1991 wurde ein Kaufvertrag zwischen der Treuhand, den Bartz-Werken GmbH Dillingen/Saar und Eisenwerk Pfeilhammer GmbH abgeschlossen. Geblieben ist ein Vertrieb von Herden.